# Josef Roth von Limanowa-Łapanów

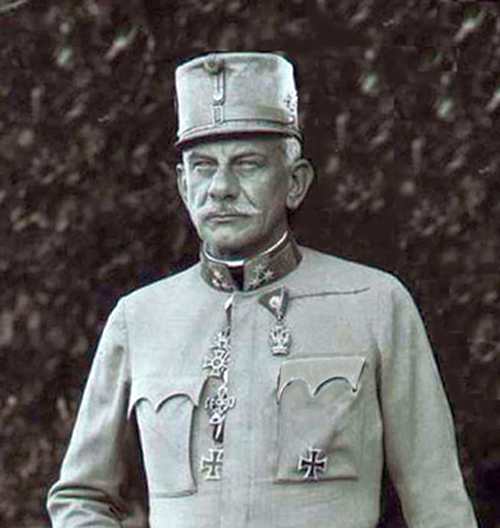
Josef Roth von Limanowa-Łapanów

Josef Roth von Limanowa-Łapanów, född 12 oktober 1859 i Trieste, död 9 april 1927 i Wien, var en österrikisk friherre och militär. 
Roth blev 1879 officer vid infanteriet, 1914 fältmarskalklöjtnant och fördelningschef samt samma år chef för 14:e armékåren. Han bidrog i hög grad till segern vid Limanowa, blev 1915 general av infanteriet, intog den 31 augusti samma år Lutsk, blev 1916 arméchef på fronten i Dolomiterna och 1918 generalöverste.